# NGC 2965
NGC 2965 (również PGC 27813 lub UGC 5191) – galaktyka soczewkowata (S0), znajdująca się w gwiazdozbiorze Małego Lwa. Odkrył ją William Herschel 31 grudnia 1788 roku.